# Фальшивая проективная плоскость
Фальшивая проективная плоскость (или поверхность Мамфорда) — это одна из 50 комплексных алгебраических поверхностей, которые имеют те же числа Бетти, что и у проективной плоскости, но не гомеоморфны ей.
Такие объекты всегда являются алгебраическими поверхностями общего вида.

## История
Севери задал вопрос, существуют ли комплексные поверхности, гомеоморфные проективной плоскости, но не биголоморфные ей. Яу показал, что таких поверхностей нет, так что ближайшей аппроксимацией к проективной плоскости могли бы быть поверхности с теми же числами Бетти {\displaystyle (b_{0},b_{1},b_{2},b_{3},b_{4})=(1,0,1,0,1)}, что и у проективной плоскости.
Первый пример нашёл Мамфорд с помощью p-адической униформизации, которую ввели независимо Курихара и Мустафин. Мамфорд также заметил, что из результата Яу и теоремы Вейля о жёсткости компактных подгрупп группы PU(1,2), следует, что существует лишь конечное число фальшивых проективных плоскостей. Исида и Като нашли ещё два примера используя похожие методы, а Ким нашёл пример с автоморфизмом порядка 7, который бирационален к циклическому покрытию степени 7 поверхности Долгачёва. Прасад и Йен нашли системный путь классификации всех фальшивых проективных плоскостей показав, что существует двадцать восемь классов, каждый из которых содержит по меньшей мере один пример фальшивой проективной плоскости с точностью до изометрии, и что могут существовать пять других классов, но позднее было показано, что таких классов нет. Задача перечисления всех фальшивых проективных плоскостей сводится к перечислению всех подгрупп подходящего индекса явно заданной решётки, ассоциированной с каждым классом. Путём расширения этих вычислений Картрайт и Стэгер показали, что двадцать восемь классов исчерпывают все возможности для фальшивых проективных плоскостей и что в общей сложности имеется 50 примеров, определённых с точностью до изометрии, или 100 фальшивых проективных плоскостей биголоморфизмов.
Поверхность общего вида с теми же числами Бетти, что и у минимальной поверхности не общего типа, должна иметь числа Бетти либо проективной плоскости P2, либо квадрата P1×P1. Шавел сконструировал некоторые «фальшивые квадрики» — поверхности общего типа с теми же числами Бетти, что и у квадрик. Поверхности Бовиля дают дальнейшие примеры.
Аналоги фальшивых проективных поверхностей в более высоких размерностях называются фальшивыми проективными пространствами.

## Фундаментальная группа
Как следствие работы Обена и Яу по решению гипотезы Калаби в случае отрицательной кривизны Риччи, любая фальшивая проективная плоскость является фактором комплексного единичного шара по дискретной подгруппе, которая является фундаментальной группой фальшивой проективной плоскости. Эта фундаментальная группа должна, таким образом, не иметь кручения и быть кокомпактной дискретной подгруппой группы PU(2,1) с характеристикой Эйлера — Пуанкаре 3. Клинглер и Йен показали, что эта фундаментальная группа должна также быть арифметической группой. Из результатов Мостового о строгой жёсткости следует, что фундаментальная группа определяет фальшивую плоскость в строгом смысле, а именно, что любая компактная поверхность с той же фундаментальной группой должна быть изометрична ей.
Две фальшивые проективные плоскости считаются того же самого класса, если их фундаментальные группы содержатся в той же самой максимальной арифметической подгруппе автоморфизмов единичного шара. Прасад и Йен использовали формулу объёма Прасада для арифметических групп для списка 28 непустых классов фальшивых проективных плоскостей и показали, что может существовать не более пяти других классов, которые, скорее всего не существуют (см. приложение статьи, в которой классификация была обновлена и были исправлены некоторые ошибки исходной статьи).
Картрайт и Стэгер проверили, что эти дополнительные классы действительно не существуют, и перечислили все возможности внутри двадцати восьми классов. Существует в точности 50 фальшивых проективных плоскостей с точностью до изометрии, а потому 100 различных фальшивых проективных плоскостей с точностью до биголоморфизма.
Фундаментальная группа фальшивой проективной плоскости является арифметической подгруппой группы PU(2,1). Будем обозначать через k ассоциированное числовое поле (полностью вещественное) и через G ассоциированную k-форму группы PU(2,1). Если l — квадратичное расширение поля k, над которым G является внутренней формой, то l является полностью мнимым полем. Существует алгебра с делением D с центром l и степенью над l 3 или 1, c инволюцией второго вида, которая ограничивается до нетривиального автоморфизма l над k, и нетривиальной эрмитовой формой на модуле над D размерности 1 или 3, такой что G является специальной унитарной группой этой эрмитовой формы. (Как следствие работы Прасада и Йена, а также работы Картрайта и Стэгера, D имеет степень 3 над l, а модуль имеет размерность 1 над D.) Существует одно вещественное место поля k, такое что точки формы G образуют копию группы PU(2,1), над всеми остальными вещественными местами поля k они образуют компактную группу PU(3).
Из результата Прасада и Йена следует, что группа автоморфизмов фальшивой проективной плоскости либо является циклической группой порядка 1, 3 или 7, либо нециклической группой порядка 9, либо неабелевой группой порядка 21. 
Факторы фальшивых проективных плоскостей по этим группам изучали Ким, Картрайт и Стэгер.

## Список 50 фальшивых проективных плоскостей
| k                                         | l                                                       | T         | Индекс        | Фальшивые проективные плоскости                                                            |
| ----------------------------------------- | ------------------------------------------------------- | --------- | ------------- | ------------------------------------------------------------------------------------------ |
| Q                                         | {\displaystyle \mathrm {Q} ({\sqrt {-1}})}              | 5         | 3             | 3 фальшивых плоскости в 3 классах                                                          |
| Q                                         | {\displaystyle \mathrm {Q} ({\sqrt {-2}})}              | 3         | 3             | 3 фальшивых плоскости в 3 классах                                                          |
| Q                                         | {\displaystyle \mathrm {Q} ({\sqrt {-7}})}              | 2         | 21            | 7 фальшивых плоскостей в 2 классах. Один из этих классов содержит примеры Мамфорда и Кима. |
| Q                                         | {\displaystyle \mathrm {Q} ({\sqrt {-7}})}              | 2, 3      | 3             | 4 фальшивые плоскости в 2 классах                                                          |
| Q                                         | {\displaystyle \mathrm {Q} ({\sqrt {-7}})}              | 2, 5      | 1             | 2 фальшивые плоскости в 2 классах                                                          |
| Q                                         | {\displaystyle \mathrm {Q} ({\sqrt {-15}})}             | 2         | 3             | 10 фальшивых плоскостей в 4 классах, включая примеры, найденные Исидой и Като.             |
| Q                                         | {\displaystyle \mathrm {Q} ({\sqrt {-23}})}             | 2         | 1             | 2 фальшивые плоскости в 2 классах                                                          |
| {\displaystyle \mathrm {Q} ({\sqrt {2}})} | {\displaystyle \mathrm {Q} ({\sqrt {-7+4{\sqrt {2}}}})} | 2         | 3             | 2 фальшивые плоскости в 2 классах                                                          |
| {\displaystyle \mathrm {Q} ({\sqrt {5}})} | {\displaystyle \mathrm {Q} ({\sqrt {5}},\zeta _{3})}    | 2         | 9             | 7 фальшивых плоскостей в 2 классах                                                         |
| {\displaystyle \mathrm {Q} ({\sqrt {6}})} | {\displaystyle \mathrm {Q} ({\sqrt {6}},\zeta _{3})}    | 2 или 2,3 | 1 или 3 или 9 | 5 фальшивых плоскостей в 3 классах                                                         |
| {\displaystyle \mathrm {Q} ({\sqrt {7}})} | {\displaystyle \mathrm {Q} ({\sqrt {7}},\zeta _{4})}    | 2 или 3,3 | 21 или 3,3    | 5 фальшивых плоскостей в 3 классах                                                         |

- k является полностью вещественным полем.
- l является полностью мнимым квадратичным расширением поля k, а ζ3 — кубический корень из 1.
- T является множеством простых чисел поля k, где некоторая локальная подгруппа не является гиперсферичной.
- индекс — это индекс фундаментальной группы в некоторой арифметической группе.